# Saison 3 de Goldorak
Saison 2 de Goldorak —
Cet article liste les épisodes de la troisième période de l'anime japonais Goldorak, diffusé pour la première fois au Japon à partir du 3 octobre 1976.

## La Bête
- La Bête est le cinquante-troisième épisode de Goldorak, le premier de la troisième saison, et la seconde partie d'une histoire commencée dans l'épisode précédent, le cinquante-deuxième, La Génération Des Monstres, (épisode 26 de la saison 2). Diffusé pour la première fois au Japon le 3 octobre 1976[1] et en France le 17 septembre 1979.
- Résumé : Vénusia est prise en otage par le gorille monstrueux de Véga et Goldorak, qui a eu un avant-bras arraché par le monstre, ne peut plus se servir de ses armes. Un orage éclate et le gorille va se réfugier sur le sommet d'un gratte-ciel où il dépose Vénusia. Actarus ordonne à Alcor de jumeler Alcorak avec Goldorak afin qu'il le ramène au centre spatial au plus vite pour y être réparé. Actarus et Phénicia parviennent à secourir Vénusia. Sur le Camp de la Lune noire, Achéron annonce à Horos, Minos et au Grand Stratéguerre que, muni d'un « olfactiveur » mémorisant les odeurs de ses adversaires, Golgoth 53 est capable de suivre Goldorak à la trace jusqu'à sa base secrète. Achéron reçoit l'autorisation de Véga de se rendre sur Terre afin de superviser l'opération sur place, avec Minos et Horos comme subordonnés. Minos est furieux mais Horos, qui se maîtrise mieux, lui explique qu'il veut gagner du temps pour découvrir le secret du Monstrogoth. Sur Terre, Golgoth 53 suit la piste de Goldorak en détruisant toute opposition sur son passage. Minos suggère à Achéron d'effectuer un raid sur le Centre ; celui-ci refuse, préférant laisser sa bête agir. Au Centre, alors que Goldorak est en réparation pour encore au moins quatre heures, l'arrivée de la bête est annoncée. Sur une suggestion de Rigel, le gorille est piégé dans un cercle de foin arrosé d'essence et enflammé autour de lui, pour paralyser l’animal. Achéron, maître de la Bête, contrôle le Monstrogoth, et le force à avancer. Minos et Horos, découvrent  qu'Achéron se sert d'un bracelet pour télécommander le Monstrogoth.  Les Aigles tentent d'éloigner le gorille avec leurs motocyclettes mais, une fois de plus, Achéron rappelle sa bête à l'ordre, et elle atteint enfin le Centre. Elle s'attaque aux superstructures du Centre quand Goldorak, réparé, décolle suivi des autres Aigles. Dans la bataille qui suit, Achéron est trahi par Minos et Horos qui, ne pouvant tolérer qu'il réussisse et les supplante, attirent leurs ennemis vers sa position, détruisent la télécommande d'Achéron, et achèvent Achéron d'un coup de poignard. Le gorille n'étant plus télécommandé, perd le combat et est détruit par Goldorak. Minos et Horos retournent au camp de la Lune noire et mentent à propos de la disparition d'Achéron au Grand Stratéguerre. Celui-ci les rétablit dans leurs fonctions et leur ordonne de retourner sur Terre établir une nouvelle base d'invasion.
- Cet épisode est la suite du dernier épisode de la série précédente ; la version française a changé les noms du personnage de Dantus, devenu « général Achéron », et de son gorille, d'abord « Monstrogoth Alpha » puis « Golgoth 53 ». Les voix d'Achéron, Horos et de Phénicia sont également changées.

## Le Serpent
- Le Serpent est le cinquante-quatrième épisode de Goldorak et le deuxième de la troisième saison, diffusé pour la première fois au Japon le 10 octobre 1976.
- Résumé : Horos et Minos préparent la construction d'une base sous-marine sous la direction du Grand Stratéguerre.  Ils envoient le Golgoth 54, fruit de la fusion d'un rapace et d'un serpent pour faire diversion, suivi d'une flotte de navettes. Pendant que les Aigles se démènent contre tous ces ennemis, la soucoupe amirale de Minos expédie des matériaux vers le fond de l'océan, ainsi qu'Horos, dans une capsule. Le golgoth, après s'être caché au fond de l'eau, resurgit pour s'attaquer à des bâtiments navals en manœuvres puis à une centrale nucléaire. Il réussit également à mettre le Fossoirak momentanément hors d'usage avant de se cacher de nouveau dans l'océan. Goldorak le poursuit, couplé avec Vénusiak, quand ils comprennent qu'ils sont tombés dans un traquenard à la vue de plusieurs missiles qu'ils parviennent à éviter. Le prince d'Euphor en déduit qu'une base est installée dans les parages et que le golgoth était un leurre. Les Aigles découvrent enfin la base, gardée par le golgoth, et parviennent à détruire les deux. Horos toutefois échappe au massacre et reprend le travail.

## Le Monstre du Loch Ness
- Le Monstre du Loch Ness est le cinquante-cinquième épisode de Goldorak et le troisième de la troisième saison, diffusé pour la première fois au Japon le 17 octobre 1976.
- Résumé : Le Grand Stratéguerre charge Horos et Minos de rebâtir la base sous-marine. Horos reçoit le commandement, attisant la jalousie de Minos. Horos se procure des matériaux en déclenchant un raz-de-marée qui détruit une usine.  Vénusia, qui patrouillait avec son Vénusiak, remarque qu'il ne reste pas de débris à la surface quand son observation est interrompue par une escadrille de navettes. La patrouille des Aigles décolle immédiatement pour lui porter assistance. Les navettes fuyant, Minos envoie Golgoth 55 sous la forme d'un aérostat et se fait sermonner par Horos pour son manque de discrétion. Deux hélicoptères de l'armée repèrent l'aérostat mais sont pulvérisés à son approche. Actarus cherche à comprendre le lien entre le raz-de-marée et l'aérostat. Le professeur Procyon immobilise la patrouille au sol en attendant plus d'informations. Le golgoth, remontant la rivière, est repéré par Rigel et Mizar qui pêchaient dans les environs. Rigel avertit Procyon par téléphone. Actarus et Alcor  anéantissent le golgoth tandis que Phénicia et Vénusia  détruisent ses torpilles qui menaçaient le barrage et le centre. Minos est une nouvelle fois blâmé par le Grand Stratéguerre pour son incompétence. Néanmoins, Horos parvient à ériger sa base sous-marine.

## Le Lynx de l'espace
- Le Lynx de l'espace est le cinquante-sixième épisode de Goldorak et le quatrième de la troisième saison, diffusé pour la première fois au Japon le 24 octobre 1976.
- Résumé : À l'aide d'un satellite, le « Lynx de l'espace », le professeur Procyon parvient à localiser la base sous-marine que Véga est toujours en train de construire en acheminant le matériel par un tunnel creusé dans le mont Apo. Les Aigles s'y rendent et parviennent à détruire l'entrepôt principal servant à la construction ainsi que les navettes qui évacuaient hommes et matériels. Le Grand Stratéguerre réprimande Minos et Horos qui réclame une dernière chance et décide de s'attaquer à Procyon. Celui-ci doit justement participer au congrès international des sciences de Genève en Suisse pour faire adopter son système de surveillance radar global, avec l'aide de son ami le docteur Schubyler. Il laisse Actarus responsable du Centre et rejoint la Suisse à bord d'Alcorak. Un commando de Véga agresse Shubyler à son domicile et c'est Horos, déguisé sous les traits du docteur, qui prend la parole au congrès et dénigre violemment le « Lynx de l'espace » et son inventeur, qu'il accuse de s'être vendu à Véga. C'est alors qu'un Golgoth attaque le centre de conférence. Les Aigles, présents, montent dans leurs appareils qui, rejoints par Actarus et Goldorak, parviennent à vaincre l'ennemi, mais Horos a quand même convaincu le congrès de détruire le satellite. Procyon relève de nombreuses incohérences dans le comportement de Shubyler et en rejoignant la résidence de ce dernier, constate la supercherie de Véga et libère le professeur et son assistante. Horos et Minos sont félicités par le Grand Stratéguerre pour avoir atteint son objectif, mais les Aigles ne se découragent pas pour autant et projettent de lancer un nouveau satellite « Lynx 2 ».
  - Cet épisode est dessiné par Shingo Araki.
  - Au tout début, un fond sonore (BGM) de Getter Robot est employé, comme dans d'autres épisodes de Goldorak.

## Le Monstre et l'Enfant
- Le Monstre et l'Enfant est le cinquante-septième épisode de Goldorak et le cinquième de la troisième saison, diffusé pour la première fois au Japon le 31 octobre 1976[1].
- Résumé : Akénor, un enfant solitaire qui joue avec un scarabée apprivoisé baptisé « Scaravageur », observe fortuitement des hommes de Véga qui s'activent dans un immeuble et désintègrent des policiers.   Quand il alerte un autre agent de police, il n'est pas cru et même traité de menteur devant sa mère.  Horos, déguisé en humain, fait la connaissance d'Akénor, devenu témoin gênant, et l'hypnotise grâce à un émetteur qu'il dissimule dans la casquette du garçon. L'enfant est désormais sous sa coupe et pourra télécommander Scaravageur devenu Golgoth 57, un scarabée géant. Phénicia qui était en promenade avec Alcor, est capturée par les troupes de Véga, avec l'aide d'Akénor conditionné. Il en fait de même avec Alcor qui retrouve ainsi Phénicia et la délivre. Akénor, toujours envoûté, encourage son « Scaravageur » à mettre à sac la ville entière.

Actarus, averti, arrive avec Goldorak et à ses côtés, Alcorak et Fossoirak.   Akénor perd son chapeau, sort de son état second et constate qu'il ne contrôle plus du tout son scarabée géant, qui perd la bataille et est détruit.  Akénor survit et sa mère promet de lui consacrer plus de temps.

## Le Sosie
- Le Sosie est le cinquante-huitième épisode de Goldorak et le sixième de la troisième saison, diffusé pour la première fois au Japon le 7 novembre 1976[1]

Le Grand Stratéguerre envoie à Minos et Horos le Golgoth 58, une machine capable de prendre l'apparence de Goldorak et son pilote celle du Prince d'Euphor. Les force de Véga immobilisent Goldorak dans l'espace avec des météorites magnétique et envoient leur imposteur à sa place. Celui-ci feint de s'écraser après l'explosion d'une bombe collée sur la nuque de la machine, et d'avoir perdu la raison. Le faux Goldorak, rebaptisé « Karodlag » par Minos se met à ravager une ville et abat Alcorak, piloté par Vénusia qui est blessée.
Alcor et Phénicia désespérés, décident chacun de tuer Actarus. Le vrai Goldorak a cependant réussi à se dégager et revenir sur terre, où il est abattu par Alcor. Ce dernier ne peut se résoudre à tuer Actarus d'autant qu'il semble avoir retrouvé ses esprits. Phénicia pendant ce temps a rejoint l'imposteur et comprend la supercherie, car son médaillon réagit normalement à proximité de son frère. Actarus et Alcor la rejoignent et attaquent le golgoth, qui retrouve son apparence normale peu avant sa destruction.

## Le commando
Le commando est le cinquante-neuvième épisode de Goldorak et le sixième de la troisième saison, diffusé pour la première fois au Japon le 14 novembre 1976
- Résumé : Un groupe de cinq extraterrestres arrive sur Terre pour combattre Goldorak, convaincu par les forces de Véga que le prince d'Euphor se comporte en tyran et qu'ils doivent en libérer cette planète. Les membres du commando débarquent sur Terre et prennent possession du Centre spatial, faisant prisonniers le professeur Procyon ainsi que Phénicia.  Actarus se présente devant eux non armé et leur démontre rapidement sa bonne foi. Les cinq commandos ne savent plus quoi penser, ni qui croire. Golgoth 59 est envoyé. Au cours de la bataille qui suit, le commando est exterminé par les forces de Véga. Le Golgoth 59 est, à son tour, désintégré par Goldorak.

## Les Rats
- Les Rats est le soixantième épisode de Goldorak et le huitième de la troisième saison, diffusé pour la première fois au Japon le 21 novembre 1976[1]
- Résumé : À la suite de la disparition d'une escadrille de navettes dans la baie de Luniville, Procyon comprend que Véga a établi une base sous-marine. Alcor avec Alcorak et Phénicia avec Vénusiak partent en patrouille et se chamaillent. Horos à bord de sa nouvelle soucoupe amirale attire des milliers de rats ; ceux-ci rejoignent à la nage la soucoupe, qui a fait surface. Horos, sous apparence humaine, se rend dans Luniville et place des balises sur la tour et sur la gare. Dans la soucoupe amirale, les rats sont équipés de corsets au lasernium qui explosent au contact des balises. Horos envoie un ultimatum aux humains en piratant la télévision soit ils se rendent soit Luniville saute. La patrouille des Aigles décolle et inspecte la zone autour de la tour, mais ne détecte rien d'anormal. À la tombée de la nuit, Véga lance les rats à l'assaut de la ville. La tour explose ; la blessure d'Actarus réagit aux radiations du lasernium. La patrouille finit par détecter les rats. Procyon leur fournit la solution, en craquant leurs ondes de guidage, et en les guidant avec les projecteurs de Goldorak. Phénicia détruit les rats avec ses missiles.

## Pégase
- Pégase est le soixante-et-unième épisode de Goldorak et le neuvième de la troisième saison, diffusé pour la première fois au Japon le 28 novembre 1976[1]
- Résumé : Rigel soigne la jument "Tornade" après une mauvaise chute. Le grand Stratéguerre admet que le centre de Procyon est inexpugnable. Horos présente son nouveau plan, l'opération Pégase. La première phase consiste à faire sauter le Centre. Trois agents végants posent des bombes sur la porte du local des générateurs mais le système d'autoprotection du Centre limite les dégâts. Rigel part à la poursuite d'un cheval mystérieux ressemblant au légendaire Pégase mais  Horos lui tire dessus. Rigel bascule dans un précipice et il est remplacé par "Cyber4", le quatrième agent. Mizar trouve le comportement de son "père" bizarre, et part se confier à Actarus, Alcor et Vénusia. Devant ces derniers, "Cyber4" donne l'illusion, en faisant semblant d'être saoul et endormi. Alcor et Phénicia découvrent le vrai Rigel dans le précipice lors d'une balade en moto, pendant que le faux part faire son rapport à Horos. Les trois agents  sont envoyés à bord de torpilles sur la salle des générateurs du centre et la détruisent. Horos envoie le faux Pégase (en fait golgoth 61) attaquer le Centre, mais Procyon parvient à fermer la rampe à temps. Mizar et le vrai Rigel évacuent le ranch. Pendant le combat, Alcorak percute Fossoirak. Le golgoth, très rapide, évite les attaques de Goldorak, mais celui-ci finit par avoir le dessus avec son "Astérohache". Le sosie de Rigel pénètre dans le Centre et tire sur Procyon, puis retourne au ranch, où il rencontre l'original. Ceux-ci se battent jusqu'à s’assommer. Actarus parvient à différencier le vrai du faux, grâce à la jument "Tornade", mais l'imposteur s'enfuit avec la moto  d'Actarus. Il tente de rejoindre Horos, mais celui-ci élimine son agent pour avoir échoué dans sa mission.

## Les cygnes
Les cygnes est le soixante-deuxième épisode de Goldorak.
Une patrouille d'avions militaires puis un train sont détruits par des cygnes.  Minas explique au Grand Stratéguerre son plan, qui consiste à envoyer au Centre un groupe de cygnes « cybernétisés » avec des bombes au lasernium. Mizar ramasse un cygne blessé en rentrant de l'école, après un cours sur les oiseaux migrateurs, et entreprend de le soigner dans la grange. Le lendemain, Mizar et Rigel emmènent le cygne malade au centre. Les Aigles remarquent par ailleurs que de nombreux cygnes se sont installés à proximité du Centre, sur un lac qui ne les attire ordinairement pas.  Un golgoth attaque une ville. Procyon examine le cygne de Mizar et découvre le pot-au-rose alors que la patrouille s'apprête à décoller.  Goldorak décolle donc par une route cachée et attire les cygnes dans son sillage Alcorak, Vénusiak et Phossoirak décollent une fois la voie libre.  Actarus, après avoir hésité, détruit tous les cygnes avec son cornofulgur puis aide les trois autres à détruire le golgoth. Mizar, dont le cygne est soigné, le laisse rejoindre ses congénères.

## L'Ours polaire
- L'Ours polaire est le soixante-troisième épisode de Goldorak et le onzième de la troisième saison, diffusé pour la première fois au Japon le 12 décembre 1976[1]
- Résumé : Alizée, jeune et brillante scientifique, met au point, un rayon glaciateur instantané, avec l'aide de son grand frère Zéphyr, qui très malade, décède, peu avant. Ils souhaitaient utiliser leur invention à des fins pacifiques. Mais le Grand Stratéguerre oblige Alizée à l'exploiter contre Goldorak. Elle est envoyée sur la base terrestre de Véga. Alors qu'elle approche de la Terre, Alizée effectue un essai de sa découverte sur Lexibourg, un village, confirmant ainsi, sa redoutable efficacité. Prévenu du brusque changement de climat, dans cette région, et suspectant derrière cela, un acte de Véga, Actarus, suivi d'Alcor et Phénicia, partent faire une patrouille. Sur place, au sol, piégés au cœur d'une mystérieuse tempête de neige, Actarus et Phénicia sont pris pour cible, par Alizée, qui s'était camouflée en les attendant. Avec son arme, elle tente de congeler le prince d'Euphor qui évite toutes ses attaques. Phénicia réussit à blesser Alizée sauvant, de cette façon, Actarus. Ils la ramènent au Centre, pour la soigner. Malgré, les gestes amicaux d'Actarus et de Phénicia, Alizée, déterminée, veut aller jusqu'au bout de sa mission : éliminer le prince d'Euphor, coûte que coûte. Pendant ce temps, accompagné d'Alcor, Actarus survole une nouvelle fois, Lexibourg, à la recherche du vaisseau d'Alizée, qu'il finit par découvrir. Alors que le prince d'Euphor s'introduit dans l'appareil de la scientifique, Horos le capture à l'intérieur en refermant le sas tandis que Minos envoie Golgoth 63, pour l'anéantir. Alerté par Alcor, Vénusia et Phénicia viennent chercher Alizée pour qu'elle délivre Actarus. Alcor, qui essayait vainement d'ouvrir le sas de l'appareil, est rejoint par les jeunes filles. Alizée ouvre le sas et pénètre dans la vaisseau avant les Aigles. À l'intérieur, elle comprend à ce moment-là qu'Actarus et le prince d'Euphor ne font qu'un,quand Phénicia se jette sur son grand frère pour le protéger du rayon glaciateur de la chercheuse ! La similitude de leur condition fraternelle, trouble Alizée une seconde, dont Actarus tire profit pour la désarmer. Ils sont, dans la foulée, attaqués par Golgoth 63. La jeune scientifique  repart avec  son vaisseau et, perdant le sens des réalités croit lancer le rayon glacial sur une planète en fusion pour la transformer en une terre d'amour alors qu'elle s'approche dangereusement de golgoth 63 qui riposte en lui envoyant un puissant faisceau. L'appareil d'Alizée s'écrase. Actarus, furieux, ne met pas longtemps à vaincre définitivement le golgoth. Vénusia et Phénicia extraient Alizée, des décombres, vivante, mais pour peu de temps. Elle finit par décéder dans leur bras... Un monument en pierre est érigé en sa mémoire et portant les inscriptions suivantes : Alizée, une amie de la Terre...

## Cinq minutes pour mourir
- Cinq minutes pour mourir est le soixante-quatrième épisode de Goldorak et le douzième de la troisième saison, diffusé pour la première fois au Japon le 19 décembre 1976[1]
- Résumé : Horos et Minos procèdent sur une île de grande superficie du Pacifique-sud, à une gigantesque explosion au lasernium. Elle disparaît en s'enfonçant dans l'océan, déclenchant un tsunami. La grande vague destructrice balaye tout sur son passage, engloutissant entre autres, un navire. L'essai concluant, Minos lâche Golgoth 64, un monstre à l'aspect d'une araignée géante, doté d'une bombe très puissante, de destruction massive, au lasernium. Alcor, à bord du Vénusiak, fait une reconnaissance aussi bien dans le ciel que dans le fond marin et une escadrille de navettes vient à sa rencontre. Flairant le danger, Actarus intervient à son tour, à la rescousse de son ami, jusqu'à mettre en déroute leur assaillant. Ils comprennent que c'était une feinte pour que Golgoth 64 puisse entrer dans la ville avec sa bombe, en toute quiétude. En attendant l'arrivée d'Actarus et d'Alcor, Vénusia tempère l'impatience de Phénicia à vouloir en découdre avec la tarentule géante. Celle-ci s'immobilise et laisse échapper de sa gueule sa bombe qui terrifie tous les gens du Centre. C'est alors que Minos entre en contact avec le professeur Procyon et lui explique ses conditions : lui remettre Goldorak contre la vie de douze millions d'habitants et lui donne seulement cinq minutes pour se décider. Actarus, au courant, ne veut pas abdiquer sans avoir tenté le tout pour le tout. Goldorak réussit à faire basculer l'arachnide dans une crevasse occasionnée par les frappes croisées de la Patrouille des Aigles. Immobilisé de la sorte, Golgoth 64 se fait délester de sa bombe par Goldorak. Il la récupère, non sans mal, car déséquilibré par la riposte virulente de la tarentule géante. Vénusia, qui conduit l'Alcorak est touchée aussi, au point que l'appareil percute un immeuble puis atterrit avec violence, l'éjectant brutalement au sol, inconsciente et, à côté, son casque fendu. Goldorak, ficelé, dépose la bombe afin que les hélicoptères de l'armée prennent le relais en attendant que le prince d'Euphor réussisse à dégager sa machine. Mais l'araignée géante ne s'arrête pas là, pire, elle envoie au tapis, cette fois, la petite sœur d'Actarus et au passage, foudroie un des deux hélicoptères, mettant en péril la stabilité de l'engin de mort. La judicieuse combinaison des armes d'Alcorak et de Goldorak, vient finalement à bout de Golgoth 64. Actarus ne dispose alors que de peu de répit car il doit récupérer la charge mortelle de lasernium qui allait tomber et l'évacue le plus loin possible dans un temps record. Arrimé à Alcorak, Goldorak se sépare pour rejoindre sa soucoupe porteuse et Actarus fonce le plus rapidement possible, non sans avoir énoncé ses dernières volontés à Alcor. La déflagration de la bombe est telle qu'Actarus est électrocuté puis sonné, perdant le contrôle de Goldorak qui valdingue et s'arrête avec rudesse, contre la paroi d'une montagne. Au Centre, inconscient durant deux jours, Actarus se réveille enfin et constate que ce combat n'était pas vain, une fois de plus, ou perdu d'avance...

- Remarque : Actarus est blessé à la tête, ainsi que Vénusia, en plus de son bras gauche dans une écharpe...

## Un grand entre les grands
- Un grand entre les grands est le soixante-cinquième épisode de Goldorak et le treizième de la troisième saison, diffusé pour la première fois au Japon le 26 décembre 1976[1]
- Résumé : Horos a un nouveau plan : un espion fera sauter une centrale de traitement de l'« hyperanium » dont les poussières radioactives iront couvrir la ville située à proximité. Puis il compte installer une base dans la ville irradiée. Minos confie la mission de sabotage au commandant Sadone, qui préfèrerait combattre Goldorak mais qui finit par exécuter les ordres. S'ensuit un envoi massif de missiles que la Patrouille des Aigles détruit sans trop de difficultés, sauf un missile qui part en avant et largue furtivement un appareil qui s'enterre. Alcor finit par détruire le missile mais une femme et son enfant sont blessés et Alcor se sent coupable. L'appareil furtif contient le commando de saboteurs mené par le revêche Sadone. Le professeur Procyon comprend, grâce à la direction du dernier missile, qu'un sabotage de la centrale est prévu. Ayant compris que des espions sont établis à proximité de cette dernière  Alcor décide de patrouiller à moto, puis comprend que des randonneurs suspects qu'il a croisés sont des hommes de Vega, qui tentent de s'infiltrer en passant par la rivière. Il prévient Actarus qui, avec Goldorak, tue plusieurs saboteurs. Le commandant Sadone en réchappe, insulte Alcor en l'appelant "valet d'Actarus", et rejoint son appareil. Minos ordonne la poursuite de la mission mais Sadone désobéit et choisit d'attaquer Actarus après avoir rejoint son antérak en forme de scorpion qui est suffisamment puissant pour endommager Goldorak. Alcor prend les commandes de Fossoirak et détruit l'antérak.  Phénicia le proclame « grand entre les grands ».

## La mort vient de la mer
- La mort vient de la mer est le soixante-sixième épisode de Goldorak et le quatorzième de la troisième saison, diffusé pour la première fois au Japon le 2 janvier 1977[1]
- Résumé : Alors qu'ils fêtaient tranquillement, le nouvel an, au ranch du Bouleau Blanc, les Aigles, le professeur Procyon ainsi que Rigel sont surpris par un tremblement de terre. Loin de là, la 7e Formation, une des autres bases de Véga, émerge sous l'apparence d'un volcan en éruption. Minos et Horos envoient Golgoth 66 la détruire avant qu'elle ne soit repérée. Le varan géant attaque au passage, un bateau de renseignements, ce qui attire tout de suite, l'attention du Centre. Alcor et Phénicia partent immédiatement, en mission de reconnaissance. Phénicia qui pilote le Vénusiak, prend des photos sous l'eau. Un missile explose, dans sa direction, libérant des algues géantes qui la clouent dans le fond marin. Alcor pose son Alcorak et plonge pour la libérer, mais il est, à son tour, attaqué et blessé à la jambe, par des requins « cybernétisés ». Phénicia et Alcor parviennent malgré tout, à rentrer. Une nouvelle mission de reconnaissance, à l'aide d'un sous-marin de poche, télécommandé, confirme l'existence d'une autre base, gardée par Golgoth 66. Le professeur Procyon craint d'envoyer Goldorak, sous l'eau, car il perd la moitié de sa puissance. Les événements lui donnent raison : après avoir essuyé une nouvelle attaque des algues géantes, puis de requins différents des premiers, Goldorak et Vénusiak (maintenant, piloté par Vénusia) sont plaqués au fond de l'océan, par le golgoth qui les recouvre ensuite de rochers à 400 m de profondeur. Les deux autres appareils ne peuvent descendre leur porter secours, malgré les supplications de Rigel. Vénusia manque d'air et l'eau inonde son poste de pilotage par son pare-brise fissuré, sous la pression. Rigel prie pour le salut de sa fille sous une cascade glacée. En désespoir de cause, Actarus engage toutes les réserves d'énergie de Goldorak et parvient à se dégager des rochers, puis en s'agrippant au dos du golgoth qui remonte à la surface, le jette dans le volcan. Au ranch du Bouleau Blanc, les Aigles consolent Rigel qui est au lit, malade.

## Opération Plongée
- Opération Plongée est le soixante-septième épisode de Goldorak et le quinzième de la troisième saison, diffusé pour la première fois au Japon le 9 janvier 1977[1]
- Résumé : Le Grand Stratéguerre s’irrite que Minos n'envoie pas des sous-marins attaquer. Celui-ci lui répond que c'est Horos qui dirige les opérations. Véga convoque ce dernier. Mais Horos reste évasif par fierté, sans tout expliquer, aussi à Minos, passablement offensé d'être tenu à l'écart. Horos lance l'opération "Montgolfière". Un vaisseau, remontant à la surface de l'océan, se charge d'envoyer des aérostats qui  survolent le Centre et se désintègrent en laissant tomber une pluie de mines qui explosent. Alcor, Vénusia et Phénicia partent détruire les autres ballons et la soucoupe qui les a largués. Un autre vaisseau largue des navettes. Actarus rejoint ses amis pour les aider. Avec Vénusiak, Goldorak poursuit au fond de l'eau, le vaisseau des navettes et le détruit complètement. Mais comme le suggéra le professeur Procyon auparavant, c'était un piège, car Antérak 167 et Golgoth 67 attaquent Goldorak et Vénusiak. Ils réussissent néanmoins à s'échapper ce qui déclenche la colère du Grand Stratéguerre. Horos est persuadé qu'il arrivera à profiter de la faiblesse de Goldorak sous l'eau en l'y maintenant suffisamment longtemps et que d'autre part leur base est à l'abri de toute attaque car cette dernière est situé à 1000 mètres de profondeur. Au Centre Procyon explique qu'il met au point un nouvel engin amphibie, l'Aquarak, et interdit donc à Actarus et aux autres membres de la Patrouille des Aigles de s'aventurer avec leurs appareils habituels. Horos, après l'opération "Montgolfière", enchaîne avec une autre, l'opération "Missiles" : un vaisseau tire à distance une salve de missiles sur le Centre. Impatient, Alcor sort, suivi par Phénicia, malgré la consigne de Procyon. Alcor se fait capturer par Antérak 167 et Phénicia revient seule au Centre. Horos contacte le Centre pour un ultimatum : Alcor sera exécuté dans une heure si le prince d'Euphor ne se constitue pas prisonnier à leur base sous marine situé à 400 mètres. Mais Alcor se débarrasse de ses deux geôliers extraterrestres, met hors d'état de nuire Minos et Horos, et informe Actarus que la vraie base sous marine se situe à 1 000 mètres de profondeur et que celle situé à 400 mètres est un piège. Il est ensuite, assommé par Minos. Procyon comprends où se situe cette base et prévient  Actarus qu'Aquarak, est conçu pour descendre à plus de 3 000 mètres. Actarus (dont Goldorak pénètre à l'intérieur même d'Aquarak) détruit la base à 400 mètres avec l'aide de Vénusia qui ramène Alcorak à la surface, entre dans celle qui est à 600 mètres plus bas pour libérer Alcor et détruit cette seconde base. Minos s'enfuit avec sa soucoupe amirale  Mais Horos, qui pilote Antérak 167, les attaque, aidé de Golgoth 67. Avec Alcor, Actarus détruit l'antérak, et tracte, à l'extérieur de l'eau, le golgoth qui subit le même sort. Horos, qui survit, est récupéré par sa soucoupe amirale qui le retrouve à la surface.
- Remarques :
  - L'Aquarak est un supra sous-marin, soit un sous-marin géant, piloté par Goldorak et c'est l'unique épisode où il est utilisé. Son arme principal, le missile "Epsilon".

## La Grande Douleur
- La Grande Douleur est le soixante-huitième épisode de Goldorak et le seizième de la troisième saison, diffusé pour la première fois au Japon le 16 janvier 1977[1]
- Résumé : iIl neige sur le Centre. Phénicia, qui regarde les flocons tomber, lui font remonter de vagues souvenirs qu'elle partage avec Alcor. Il la rassure en disant qu'elle est en voie de rémission. Syrus, favori de Horos, se voit attribuer une mission. À la faveur d'une tempête de neige, Syrus, nommé commandant en second, doit, pour cette opération, diriger à distance Golgoth 68. Rigel qui prenait une photo de ses chevaux, est importuné par une bourrasque. Une fois, au chaud, il ne discerne pas, tout de suite, sur son cliché le golgoth. Ce dernier poursuit sa course et fige tout un complexe militaire et ses hommes. Plus tard, après avoir identifié Golgoth 68, Rigel, qui rencontre des problèmes téléphoniques, se rend à pied, sous le blizzard, au Centre. Il est abordé par deux soldats de Véga qui l’emmènent à un hôtel. Et de là, Rigel avertit le professeur Procyon du danger, met hors d'état de nuire le binôme ennemi et prend la fuite. Les deux militaires sont sévèrement punis par un Syrus furieux et se lancent à la poursuite du vieux cow-boy qui chute dans un ravin. L'arrivée de Goldorak avec la Patrouille des Aigles compromet la mission de Syrus. Abaissé au rang de simple soldat par Horos, celui-ci l'humilie en rappelant sa condition d'esclave originaire de la planète d'Euphor. Il se retrouve à la tête d'une formation de navettes qui partent au combat. Actarus permet à Vénusia de quitter le groupe, pour qu'elle voie son père. Elle finit par le sauver. Goldorak et les deux autres Aigles accrochent la nuée de navettes. Après avoir éliminé un grand nombre, les navettes battent en retraite. Vénusia donne de bonnes nouvelles, la base terrestre de Véga est localisée. Actarus et Alcor partent l'attaquer, laissant Phénicia, seule, terminer la confrontation. Actarus et Alcor endommagent la base de Véga qui se replie en s'enfonçant dans le sol, et continuent avec Golgoth 68. Ils en arrivent à bout. Alors que Phénicia ne sait pas qu'elle affronte Syrus, ni lui d'ailleurs, jusqu'à ce que leurs appareils respectifs s'immobilisent au sol. Blessé, il vient pour l'achever et découvre dans le cockpit du Fossoirak, Phénicia, encore toute étourdie par le choc de l’atterrissage. Elle le reconnait également. Syrus ne peut plus lui faire du mal, en souvenir de leur enfance et retourne l'arme contre lui, sous les sanglots de Phénicia. Elle est rejointe par Alcor et Actarus qui la consolent...

## Tel père, tel fils
- Tel père, tel fils est le soixante-neuvième épisode de Goldorak et le dix-septième de la troisième saison, diffusé pour la première fois au Japon le 23 janvier 1977[1]
- Résumé : Au Centre, le professeur Procyon informe les Aigles de la présence d'une soucoupe et de se tenir sur le pied de guerre, car elle n'est pas, pour l'instant, localisée, mais cela ne saurait tarder. À l'issue du briefing, le professeur indique à Vénusia que son papa l'attend à côté. Alcor ne peut s'empêcher de commettre un impair, en évoquant, devant Phénicia, le bonheur d'avoir un père. Actarus est intrigué par la réaction de sa petite sœur.  Rigel offre à sa fille Vénusia, un cache-nez ayant appartenu à sa mère. La jeune femme l'accepte avec joie. Phénicia qui observait la scène, est interrompue par Actarus, qui l'invite à ne pas s'attacher aux maladresses d'Alcor, mais à se focaliser sur l'essentiel, protéger la Terre. Pendant ce temps, dans sa soucoupe, le général Horos rédige une lettre à son fils, lui expliquant, la perte récente de la base terrestre, ses tracasseries, les responsabilités qui lui incombent et surtout son absence à ses côtés. Il est dérangé par deux avions en reconnaissance dans le secteur et préfère garder le silence, car il n'est plus en mesure de riposter. Puis il appelle le camp de la Lune noire et réclame un ravitaillement en carburant, d'urgence. Sur la Lune noire, alors que le Grand Stratéguerre et Minos se concertent sur qui envoyer sur cette mission, une voix retentit, celle du fils de Horos qui leur supplie de la lui confier et souhaite aussi se battre contre Goldorak, par la même occasion. Le jeune officier veut prouver sa valeur auprès de son père. Après hésitations, ceux-ci acceptent et lui donnent donc le commandement d'un antérak. Le capitaine Horos file droit vers la Terre. Il est capté par le Centre. Goldorak part immédiatement, seul, à sa rencontre. Les présentations faites, le combat s'engage. Alors que le jeune capitaine prend le dessus, il est sommé d’abandonner les hostilités par le Grand Stratéguerre et doit porter le carburant à son père. Il obéit à contre-cœur. Actarus, pris dans une aurore boréale artificielle, chargée de lasernium, est complètement paralysé. Il réussit à s'en sortir de justesse et gagne un peu de répit. La Patrouille des Aigles le rejoint tandis que l'antérak du jeune Horos atterrit dans la soucoupe de son père. Celui-ci, venu, sur le pont, ignore l'identité du pilote  et le félicite copieusement sur la tactique employé pour neutraliser Goldorak. Quelle n'est pas sa désagréable surprise quand il reconnait son fils. Mécontent de le voir, il lui ordonne de repartir sur le camp de la Lune noire une fois l'approvisionnement effectué, ce qui fait bouillir de colère, le jeune officier. Alors que le père et le fils tiennent une discussion houleuse, Goldorak, accompagné de la Patrouille des Aigles, les dépiste sous l'océan grâce à un engin de reconnaissance du Vénusiak. Le vaisseau-porteur du général prend l'air et essuie les tirs nourris de Goldorak et des Aigles. Minos intervient et demande au capitaine Horos pourquoi il n'agit pas. Ce dernier explique qu'il est sous le coup d'une interdiction de son père de prendre part à la bataille. Minos lui répond que c'est pour le préserver que son père réagit ainsi. Une lettre le prouve. Après avoir pris connaissance des vrais sentiments de son père à son égard, le capitaine Horos décide de le mettre à l'abri en l'évacuant dans la soucoupe de sauvetage car blessé et inconscient. Puis, à bord de son antérak, il fait face à Goldorak. Il l'emprisonne à nouveau, avec son champ au lasernium et l'étreint intensément. Actarus ne doit son salut qu'à l'intervention de sa sœur Phénicia qui annihile l'arme principale du capitaine Horos. Entre-temps, le général reprend ses esprits et constate que son fils se bat avec le prince d'Euphor. Il essaie de le raisonner jusqu'à le supplier, en larmes, d'abandonner l'affrontement avec Goldorak mais le fils refuse par fierté, mais aussi par sacrifice pour son père, de rompre le combat. Actarus lui-même, enjoint au capitaine de reconsidérer sa position, lui laissant même une chance de s'en tirer. Obstiné jusqu'au bout, le fils se donne la mort en explosant son antérak. Actarus en réchappe. Horos est dévasté. Durant l'épilogue, Actarus et la Patrouille des Aigles font mention de la bravoure du fils d'Horos, le reconnaissant comme un jeune homme valeureux qui aurait été digne de leur amitié en d'autres circonstances.

## L'Imposture
- L'Imposture est le soixante-dixième épisode de Goldorak et le dix-huitième de la troisième saison, diffusé pour la première fois au Japon le 30 janvier 1977[1]
- Résumé : Une nuit d'orage, Phénicia, durant un sommeil agité, distingue son père, le roi d'Euphor vivant, enchaîné et torturé par la cruelle Minas qui le menace de greffer son cerveau dans un golgoth, s'il ne réclame pas ses deux enfants. Convaincue que son père lui lance un appel de détresse, Phénicia s'empresse de regagner le centre pour le secourir, quand Actarus, accompagné d'Alcor, la gifle pour la sortir de sa léthargie, rompant ainsi le contact télépathique de la manipulatrice. Mais Minas se réjouit de ce premier essai. Elle ordonne ensuite, au commandant Kaucythe de prendre l'apparence du roi d'Euphor et les commandes d'Antérak 170 à destination de la Terre. Encore secouée par ce rêve bizarre, Phénicia le décrit au reste de son équipe. Actarus conseille à tous de se changer les idées, en allant rendre visite à Rigel. Tout le monde est de bonne humeur sauf Phénicia, encore marquée. Mais le devoir les appelle avec l'arrivée de l'antérak. Actarus part en premier. Phénicia transgresse les instructions de son frère et décolle derrière, suivi d'Alcor. Actarus est déjà sur Antérak 170, quand il entend sa petite sœur lui dire de ne pas l'attaquer, car le cerveau de leur père s'y trouverait. Actarus, déstabilisé quelques secondes, est agressé par l'antérak, au point de réveiller sa vieille blessure. Minas y met un terme en ordonnant à Kaucythe de se montrer à Phénicia, avec le visage du roi d'Euphor. En l'apercevant, la princesse d'Euphor est une nouvelle fois, fragilisée. Actarus, sur son lit de convalescence, entend sa sœur, soutenir à nouveau que leur père est bel et bien vivant. Il finit par se ranger de son côté et la laisse partir avec Alcor pour une reconnaissance. Par le passé, Actarus connut une expérience similaire, avec sa mère, la reine d'Euphor et comprend donc, Phénicia. Alcor et Phénicia se posent là, où leurs appareils détectèrent l'entrée d'une caverne. Phénicia reconnait les lieux. Dès lors, elle est sous l'emprise de Minas qui la guide vers son père. Elle tente de le délivrer, quand Alcor le démasque avec ses questions. Un éboulement met un terme à la rencontre. Phénicia, entre-temps, s'est évanouie et elle est transportée à l'extérieur par Alcor qui voit Goldorak aux prises avec Antérak 170. Actarus souffre une énième fois, de sa blessure sous les radiations de lasernium. Phénicia qui revient à elle, aperçoit son frère avec Goldorak qui détruit l'antérak. le corps inerte du roi d'Euphor est éjecté de la tête du monstre. La princesse court vers le corps de son père, mais lorsqu'elle tente de le ranimer l'imposteur change, sous ses yeux, et réapparaît sous ses vrais traits. Phénicia qui comprend non seulement que son père est bien mort mais qu'elle a été dupée, s'isole un peu plus loin. Actarus la rejoint et la console du mieux qu'il peut...

- Remarques : L'expérience, en question, est l'épisode 32 : La Reine Fantôme (2e saison)

## Le Meilleur Ami
- Le Meilleur Ami est le soixante-et-onzième épisode de Goldorak et le dix-neuvième de la troisième saison, diffusé pour la première fois au Japon le 2 février 1977[1]
- Résumé : Pollux, le prince de la planète disparue, Pallas, est de retour au Camp de la Lune Noire, à bord d'un Antérak de première génération, après avoir erré de nombreuses années, dans l'espace. Meilleur ami et allié d'Actarus, Pollux est à présent, au service des Forces de Véga. Après un reconditionnement mental, il croit que Goldorak est responsable de la destruction de sa planète, alors que c'est en essayant de le sauver que Actarus fut blessé au lasernium. Plaie tenace qui pourrait bien lui coûter la vie, dans un avenir proche. Actarus espère qu'avant de succomber, il parviendra à sauver la planète Bleue. Le grand Stratéguerre le nomme général en chef de toutes les armées de Véga et lui ordonne de tuer le Prince d'Euphor. Pollux se lance à l'attaque de la Terre. Alcor s'interpose. Sans l'intervention de Goldorak, Alcor ne bénéficiait aucune chance, face à l'Antérak. Actarus reconnait son ancien ami, mais ne parvient pas à le persuader de la vérité. Quand Actarus le sauve d'une bombe placée sur son épaule par le Grand Stratéguerre, Pollux se souvient enfin. Il tire alors, sur Actarus, avant de s'élancer dans l'espace, pour attaquer la base de Véga. En reprenant connaissance, Actarus se rend compte que le geste inconsidéré de son ami, à priori, ne visait seulement qu'à le guérir complètement de sa blessure.Mais une seconde bombe placé dans l'anterak, tue Pollux.

## La Princesse amoureuse
- La Princesse amoureuse est le soixante-douzième épisode de Goldorak et le vingtième de la troisième saison, diffusé pour la première fois au Japon le 13 février 1977[1]
- Résumé : Végalia, princesse et fille unique de Véga, gouverneur de la planète Rubis, l'abandonne après une révolution, mais surtout depuis qu'elle sait que le prince d'Euphor est toujours vivant. Elle se dirige d'abord vers le camp de la Lune Noire, où elle essaye vainement de raisonner son père, puis se rend sur Terre, malgré l'opposition de Horos, qui la convoite, avec la bénédiction du Grand Stratéguerre. Elle le menace avec une arme pour qu'il la laisse passer. Minos, témoin de toute la scène, la rapporte immédiatement au Grand Stratéguerre. Horos finit par suivre Végalia, à son insu, au courant de ses intentions. Le centre détecte le vaisseau de la princesse et demande à Actarus d'aller la combattre. Goldorak engage la lutte jusqu'à ce que Végalia révèle son identité. Par le passé, avant la conquête et la destruction d'Euphor, le mariage d'Actarus et Végalia, devait sceller une solide alliance entre leurs peuples et maintenir la paix dans toutes les galaxies. Végalia informe Actarus qu'Euphor est en train de renaître, elle est de nouveau habitable. Toujours amoureuse, elle lui propose de retourner, là-bas. C'est à ce moment précis que Horos attaque Goldorak. Persuadé que c'était une ruse, Actarus se méfie de Végalia. Celle-ci fixe, pourtant, un autre rendez-vous avec le prince d'Euphor, qu'il accepte. Profitant de cette nouvelle occasion, Horos récidive. Il prend le dessus et au moment de porter le coup de grâce à Actarus, le vaisseau de Végalia s'interpose et subit le sort fatal à la place de Goldorak. Comme ultime bravade, Horos jette son appareil sur celui de Végalia et d'Actarus, qui pour contrer, l'éventre avec son astéro-hache. Végalia, avant de mourir, en signe de son amour fidèle pour Actarus, lui révèle l'endroit exact du camp de la Lune Noire. Horos, blessé, se hisse avec peine, derrière Actarus et lui pointe une arme, quand il est neutralisé définitivement, in extremis, par Alcor, plus rapide. Tandis qu'Actarus pleure sa bien-aimée, Végalia...

## Pour l'amour de la Terre
- Pour l'amour de la Terre est le soixante-treizième épisode de Goldorak et le vingtième-et-unième de la troisième saison, diffusé pour la première fois au Japon le 20 février 1977[1]
- Résumé : Grâce aux révélations des coordonnées exactes du camp de la Lune Noire, par Végalia, le professeur Procyon envoie un satellite de reconnaissance et découvre enfin, l'endroit de leur tourment. L'exosphère, ainsi que la distance excessive, ne permet qu'à Goldorak, uniquement, de la rallier, pour l'instant, car le professeur Procyon met sur pied un nouvel engin, le Cosmorak, qui comblerait cette lacune. Pendant ce temps, sur le Camp de la Lune Noire, le Grand Stratéguerre, affligé par la perte de sa fille et l'effondrement de son empire, se prépare à lancer la plus grande offensive contre la Terre, en personne, quand il est interrompu par Minas qui lui suggère une autre solution. Elle prend le commandement de la nouvelle opération tandis qu'Actarus fait le tour de la question d'attaquer, seul ou pas, la base lunaire des forces de Véga, sachant que cela risque de tourner en une attaque -suicide. Décidé, secrètement, il partage ses derniers instants terrestres, avec les siens, à tour de rôle. Il profite d'une patrouille de routine pour s'éclipser et part à l'assaut de la base lunaire de Véga, quand il est rattrapé par Alcor qui devina tout, des intentions d'Actarus, grâce à la présence du pendentif royal autour du cou de Phénicia alors que ce pendentif appartenait à Actarus. Alcor convainc Actarus de remettre à plus tard le combat contre Véga, une fois le Cosmorak prêt, ensemble. Ce qui, au même moment, au centre, finit par aboutir. C'est alors que Minas attaque les deux hommes, les prenant au dépourvu. L'Alcorak touché, est récupéré à temps par Goldorak qui le dépose au sol et fait immédiatement face à l'Antérak conduit par Minas. Elle inflige une sévère correction à Actarus. Le prince d'Euphor se trouve en très mauvaise posture...

## Ce n'est qu'un au revoir
- Ce n'est qu'un au revoir est le soixante-quatorzième épisode de Goldorak et le vingtième-deuxième de la troisième saison. C'est aussi la seconde partie d'une histoire commencée dans l'épisode précédent, Pour L'Amour De La Terre. Et enfin, la conclusion de la série animée, Goldorak. Diffusé pour la première fois au Japon le 27 février 1977[1]
- Résumé : Vaincue, en fin de compte, par Goldorak et la patrouille des Aigles, Minas échappe de justesse à la mort. Elle décide que la victoire n'est plus possible et endort Minos pour avoir les mains libres. Elle propose un marché au professeur Procyon: la vie du  Grand Stratéguerre en échange de l'asile sur Terre pour elle-même. Mais c'est sans compter sur Minos, qui se réveille, et est déterminé à prouver jusqu'au bout sa loyauté au Grand Stratéguerre, en se tirant dessus avec son arme, tuant ainsi Minas. Avec sa soucoupe amirale, le commandant Minos, grièvement blessé, tente une attaque kamikaze sur Goldorak qui échappe de justesse à l'explosion. Peu après, le Grand Stratéguerre détruit le Camp de la Lune noire et met le cap sur la Terre, avec ce qui reste de ses forces armées. Actarus, à bord de Goldorak, et ses amis, dans le Cosmorak, partent aussi vers la lune et rencontrent l'armada de Véga en chemin.  Après avoir essuyé le terrible raid massif des navettes, Goldorak rattrape l'engin commandé par Véga, qui s'était camouflé derrière un nuage de lasernium, en direction de la Terre et engage le combat. Le prince d'Euphor semble d'abord être désavantagé car paralysé par un puissant rayon mais arrive à s'en sortir grâce à l'intervention du Cosmorak qui détruit le champ protecteur et la source du rayon de Véga. Goldorak parvient à perforer l'engin de part en part. Le vaisseau ennemi, très mal-en-point, se lance vers la planète Bleue pour la détruire. Goldorak l'en n'empêche, en assénant son astéro-hache dans le poste de commandement où se trouve le Grand Stratéguerre, le blessant. Ce dernier hurle de douleur et périt dans les flammes en vociférant, "Je suis Véga, le maître de l'univers !". Le vaisseau amiral explose, mettant fin à la guerre.  Enfin, ayant décidé de retourner sur Euphor pour la reconstruire, Actarus et Phénicia font leurs adieux, non sans émotions et larmes, au Professeur Procyon, à Rigel, à Vénusia et à Mizar. Alcor, absent, finit par se montrer dans le ciel, aux commandes de son engin quand Phénicia et Actarus, à bord de Goldorak, quittent la planète Terre. Après un long voyage, ils aperçoivent leur planète, Euphor. La dernière réplique revient à Phénicia : "Maintenant, nous allons tout pouvoir recommencer..."